# 卡皮奥 (北达科他州)
卡皮奥（英語：Carpio），是美国北达科他州下属的一座城市。根据2010年美国人口普查，该市有人口157人。